# Мокроусов, Алексей Борисович
Алексей Борисович Мокроусов (род. 21 октября 1965, Новосибирск) — советский и российский литературный и художественный критик, автор статей по истории театра и литературы.

## Биография
После окончания Московского государственного университета (1987) работал в газетах Камчатки, был завлитом в областном драматическом театре в г. Петропавловске-Камчатском. Создатель раздела «Книжный шкаф» в журнале «Огонёк» (1991—1995). Вместе с Е. Даниловой вел книжный раздел в «Общей газете». Сотрудник ИД «Коммерсант» (1997—2004), обозреватель отдела культуры еженедельника «Новое время» (1996—2006). Постоянный автор отделов культуры газет «Новая газета», «Ведомости» (в 2000—2017 гг.) и «Коммерсантъ» (с 1993 г.).
Основные публикации: журналы «Индекс/Досье на цензуру», «Неволя» «Иностранная литература», «Московский наблюдатель», «Синий диван», «Теория моды», «Искусство». Автор ряда публикаций о парижском журнале «Числа» (1930—1934), С. П. Дягилеве и «Русских балетах».
В 2012 году основал интернет-издание «Московский книжный журнал».
Статьи переведены на английский, французский, немецкий и сербский языки.

## Статьи
Лермонтов, а не Пушкин: Споры о «национальном поэте» и журнал «Числа» // Пушкин и культура русского зарубежья: Международная научная конференция, посвященная 200-летию со дня рождения, 1-3 июля 1999 г. / Сост. М. А. Васильева. М.: Русский путь, 2000. С. 153—166.
«Поклонение, столь мало похожее на любовь…» Марсель Пруст и «Числа» // Зборник радова Факултета драмских уместности: Часойис Института за йозориште, филм, радио и телевизиjу : 13-14 / ред. (гл. уредник): Ениса Успенски . — Београд : Чигоjа штампа, 2008. — 379 с. — (на сербском, англ. и рус. яз.). — Библиогр. в конце ст. — ISSN 1450-5681. — б/ц. р. — С .229 — 242
«Куда мы почему-то попадали несколько раз подряд». Борис Поплавский и Гайто Газданов в журнале «Числа» // Гайто Газданов в контексте русской и западноевропейских литератур. Отв. ред. А. М. Ушаков.- М.: ИМЛИ РАН, 2008, — С. 239—243.
Путешествие как средство от стресса. (Вим Вендерс как фотограф) // Искусство кино, 1998, № 9.
Бестселлер: русский акцент. // Иностранная литература, 1994, № 7.
Траектория шляпы. Американская стра(х)сть быть поглощенным вещами. [о художнике Класе Олденбурге] // Иностранная литература, 1997, № 2.
Шепоты и крики. /Анри Мишо/ // Иностранная литература, 1997, № 6.
Слишком красивая полячка, или История одной неудачи. (Тамара Лемпицка) // Иностранная литература, 1997, № 7.
После конца света. (Фрэнсис Бэкон). — Иностранная литература, 1998, № 7.
Читатель Будды, ценитель акробатов. (Макс Бекман) — Иностранная литература, 1998, № 12.
Осколки повседневного («Римская школа». 1925—1945) — Иностранная литература, 1999, № 2.
Это скорее театр подростка… [о сборнике пьес В.Набокова] — Современная драматургия, 1991, № 4.
Париж. Приуготовленная русская любовь. — Родина, 1997, № 2.
Утопия преступления, преступление утопии // Вестник Европы. 2002, № 4.
Дело случая. К юбилею Арнольда Бёклина // Вестник Европы. 2002, № 6.
Искусство шоппинга и шоппинг искусства // Критическая Масса. 2004, № 1.
По направлению к драйву // Синий диван, 2006. № 8.
Из жизни воображаемых животных: тоска по единорогу // Синий диван, 2006. № 10-11.
Левитан: Борьба за наследство. // Ж. Лехаим. 2010, № 12
Деньги и искусство между Востоком и Западом : С. П. Дягилев. Материалы к биографии. 1902—1926 / Теория моды. 2010. вып. 15. — С .167 — 204 : фото
Некролог как рифма: «Числа» и Дягилев / Теория моды. 2010. вып. 15. — С .205 — 210
Дягилев vs Стасов: две стороны одной медали / Диалог искусств. 2012. № 2.
Музей как игрок. Архивная жизнь несерьезных предметов // Теория моды. 2010. вып. 16. — С .221 — 231
«Мы подружились  — я был наэлектризован»: Почему не Сухово-Кобылин? «Объективный поэт» в рецепции Аполлона Григорьева [в печати]
Между Рогиром ван дер Вейденом и Василием Немирович-Данченко: к культурной географии Гайто Газданова // В сб.: Гайто Газданов: грани личности и таланта. М.: РУДН, 2022. С. 181 - 195.